# Championnat de La Réunion de football 2007
Navigation
Édition précédente Édition suivante
Le Championnat de La Réunion de football 2007 est la 57e édition de la compétition qui fut remportée par l'US Stade Tamponnaise.

## Classement
| Rang | Équipe                   | Pts | J  | G  | N  | P  | Bp | Bc | Diff |
| ---- | ------------------------ | --- | -- | -- | -- | -- | -- | -- | ---- |
| 1    | US Stade Tamponnaise (T) | 89  | 26 | 20 | 3  | 3  | 50 | 8  | +42  |
| 2    | AS Excelsior             | 82  | 26 | 17 | 5  | 4  | 40 | 15 | +25  |
| 3    | AS Marsouins (C)         | 70  | 26 | 13 | 5  | 8  | 45 | 30 | +15  |
| 4    | US Sainte-Marienne (P)   | 68  | 26 | 12 | 6  | 8  | 31 | 24 | +7   |
| 5    | SS Jeanne d'Arc          | 67  | 26 | 12 | 5  | 9  | 31 | 29 | +2   |
| 6    | SS Saint-Louisienne      | 66  | 26 | 10 | 10 | 6  | 22 | 19 | +3   |
| 7    | JS Saint-Pierroise       | 60  | 26 | 9  | 7  | 10 | 33 | 29 | +4   |
| 8    | SS Capricorne            | 58  | 26 | 8  | 8  | 10 | 29 | 34 | -5   |
| 9    | SS Rivière Sports        | 56  | 26 | 8  | 6  | 12 | 24 | 36 | -12  |
| 10   | SS Gauloise              | 55  | 26 | 7  | 8  | 11 | 23 | 37 | -14  |
| 11   | Saint-Denis FC           | 53  | 26 | 6  | 9  | 11 | 26 | 39 | -13  |
| 12   | FC Avirons (P)           | 51  | 26 | 6  | 7  | 13 | 26 | 39 | -13  |
| 13   | Saint-Pauloise FC        | 50  | 26 | 6  | 6  | 14 | 21 | 32 | -11  |
| 14   | US Possession            | 41  | 26 | 4  | 3  | 19 | 19 | 44 | -25  |

|  | Champion de La Réunion et qualification pour la Ligue des Champions de la CAF 2008 |
|  | Qualification pour la Coupe de la CAF 2008                                         |
|  | Relégation en 2e division                                                          |

## Meilleurs buteurs de l'édition 2007
| Rang | Joueur           | Club                 | Buts |
| 1    | Antoine Rasolofo | AS Marsouins         | 19   |
| 2    | Britton          | AS Excelsior         | 12   |
| 3    | Moussa Traoré    | US Stade Tamponnaise | 12   |
| 4    | Ahmed Sacko      | SS Capricorne        | 10   |
| 4    | Gabriel Pigrée   | US Sainte-Marienne   | 10   |
| 6    | Patrice Certat   | AS Marsouins         | 9    |